# São João do Jaguaribe
São João do Jaguaribe est une municipalité brésilienne de l’État du Ceará. En 2010, elle compte 7 902 habitants.

## Source
- (pt) Cet article est partiellement ou en totalité issu de l’article de Wikipédia en portugais intitulé « São João do Jaguaribe » (voir la liste des auteurs).